# Four Seasons (singolo)
Four Seasons è un singolo della cantante sudcoreana Kim Tae-yeon, pubblicato il 24 marzo 2019.

## Tracce
1. Blue – 3:32
2. Four Season (사게) – 3:08